# Allobates caribe
Espèce
Synonymes
- Colostethus caribe Barrio-Amorós, Rivas & Kaiser, 2006

Statut de conservation UICN

 DD  : Données insuffisantes
Allobates caribe est une espèce d'amphibiens de la famille des Aromobatidae.

## Répartition
Cette espèce est endémique du Cerro El Humo dans l'État de Sucre au Venezuela. Elle se rencontre à 1 050 m d'altitude.

## Publication originale
- Barrio-Amorós, Rivas-Fuenmayor, & Kaiser, 2006 : New species of Colostethus (Anura, Dendrobatidae) from the Peninsula de Paria, Venezuela. Journal of Herpetology, vol. 40, no 3, p. 371-377.